# بالدوين (ميشيغان)
بالدوين (بالإنجليزية: Baldwin, Michigan)‏ هي معلم جغرافي تقع في الولايات المتحدة في مقاطعة ليك (ميشيغان). يقدر عدد سكانها بـ 1,208 نسمة ومساحتها 3.26 كم2 ووترتفع عن سطح البحر 261 متر.

## التركيبة السكانية
قام مكتب تعداد الولايات المتحدة بتحديد بيانات التركيبة السكانية لبالدوين في تعداد الولايات المتحدة. في ما يلي، التركيبة السكانية حسب تعدادي 2000 و2010.

### تعداد عام 2000
بلغ عدد سكان بالدوين 1,107 نسمة بحسب تعداد عام 2000، وبلغ عدد الأسر 397 أسرة وعدد العائلات 183 عائلة مقيمة في القرية.
وتوزع التركيب العرقي للقرية بنسبة 59.62% من البيض و 1.36% من الأمريكيين الأصليين و 34.33% من الأمريكيين الأفارقة و 4.25% من عرقين مختلطين أو أكثر.
بلغ عدد الأسر 397 أسرة كانت نسبة 26.7% منها لديها أطفال تحت سن الثامنة عشر تعيش معهم، وبلغت نسبة الأزواج القاطنين مع بعضهم البعض 27.0% من أصل المجموع الكلي للأسر، ونسبة 17.1% من الأسر كان لديها معيلات من الإناث دون وجود شريك، وكانت نسبة 53.9% من غير العائلات. تألفت نسبة 49.6% من أصل جميع الأسر من أفراد ونسبة 27.2% كانوا يعيش معهم شخص وحيد يبلغ من العمر 65 عاماً فما فوق. وبلغ متوسط حجم الأسرة المعيشية 3.19، أما متوسط حجم العائلات فبلغ 2.12.
بلغ العمر الوسطي للسكان 35 عاماً. وكانت نسبة 22.2% من القاطنين تحت سن الثامنة عشر، وكانت نسبة 12.8% بين الثامنة عشر والأربعة وعشرون عاماً، ونسبة 26.7% كانت واقعةً في الفئة العمرية ما بين الخامسة والعشرون حتى والأربعة وأربعون عاماً، ونسبة 16.4% كانت ما بين الخامسة والأربعون حتى الرابعة والستون، ونسبة 21.8% كانت ضمن فئة الخامسة والستون عاماً فما فوق. يوجد لكل 100 أنثى 113.3 ذكر، ويوجد لكل 100 أنثى في الثامنة عشر من عمرها فما فوق 112.1 ذكر.
بلغ متوسط دخل الأسرة في القرية 15,550 دولار، أما متوسط دخل العائلة فبلغ 22,857 دولار. وكان متوسط دخل الذكور 26,042 دولار مقابل 21,364 دولار للإناث. وسجل دخل الفرد الخاص بالقرية 9,619 دولار. وكانت نسبة 32.0% من العائلات ونسبة 35.9% من السكان تحت خط الفقر، وكان من هؤلاء نسبة 44.7% تحت سن الثامنة عشر ونسبة 21.1% في الخامسة والستين من العمر وما فوق.

### تعداد عام 2010
بلغ عدد سكان بالدوين 1,208 نسمة بحسب تعداد عام 2010، وبلغ عدد الأسر 404 أسرة وعدد العائلات 190 عائلة مقيمة في القرية. في حين سجلت الكثافة السكانية 958.7 نسمة لكل ميل مربع (370.2/كم2). وبلغ عدد الوحدات السكنية 478 وحدة بمتوسط كثافة قدره 379.4 لكل ميل مربع (146.5/كم2).
وتوزع التركيب العرقي للقرية بنسبة 62.8% من البيض و 0.9% من الأمريكيين الأصليين و 0.1% من الأمريكيين ذوي الأصول الآسيوية و 29.0% من الأمريكيين الأفارقة و 6.5% من عرقين مختلطين أو أكثر.
بلغ عدد الأسر 404 أسرة كانت نسبة 29.7% منها لديها أطفال تحت سن الثامنة عشر تعيش معهم، وبلغت نسبة الأزواج القاطنين مع بعضهم البعض 24.0% من أصل المجموع الكلي للأسر، ونسبة 19.8% من الأسر كان لديها معيلات من الإناث دون وجود شريك، بينما كانت نسبة 3.2% من الأسر لديها معيلون من الذكور دون وجود شريكة وكانت نسبة 53.0% من غير العائلات. وبلغ متوسط حجم الأسرة المعيشية 3.06، أما متوسط حجم العائلات فبلغ 2.07.
بلغ العمر الوسطي للسكان 36.8 عاماً. وكانت نسبة 20.3% من القاطنين تحت سن الثامنة عشر، وكانت نسبة 9.9% بين الثامنة عشر والأربعة وعشرون عاماً، ونسبة 31.5% كانت واقعةً في الفئة العمرية ما بين الخامسة والعشرون حتى والأربعة وأربعون عاماً، ونسبة 23% كانت ما بين الخامسة والأربعون حتى الرابعة والستون، ونسبة 15.2% كانت ضمن فئة الخامسة والستون عاماً فما فوق. وتوزع التركيب الجنسي للسكان بنسبة 53.3% ذكور و46.7% إناث.